# Theth
Theth szórványtelepülés Albánia északi részén, az Albán-Alpokban, a Theth folyócska katlanvölgyében. Hagyományosan a Shala törzs területéhez tartozott. Shkodra megyén belül Shkodra községben, azon belül Shala alközségben található. A település a szépségéről ismert Thethi Nemzeti Park központja.

## Története
A helyi hagyomány szerint a közösség egyetlen őstől, Ded Nikától származik, és 300-350 évvel ezelőtt költözött Thethbe, hogy megőrizze katolikus identitását. A Thethbe a 20. század elején ellátogató utazó, Edith Durham így jellemezte a vidéket: „Úgy vélem, egyetlen emberlakta hely sem töltött még el ennyire a világtól való fenséges elszigeteltség érzésével.” Durham úgy írta le a települést, mint ami körülbelül 180 házból áll, és azt is megfigyelte, hogy szinte egyáltalán nem jellemző rá a vérbosszú (albánul gjakmarrja) hagyománya, amely az albán felföldek nagy részét sújtotta.

## Napjainkban

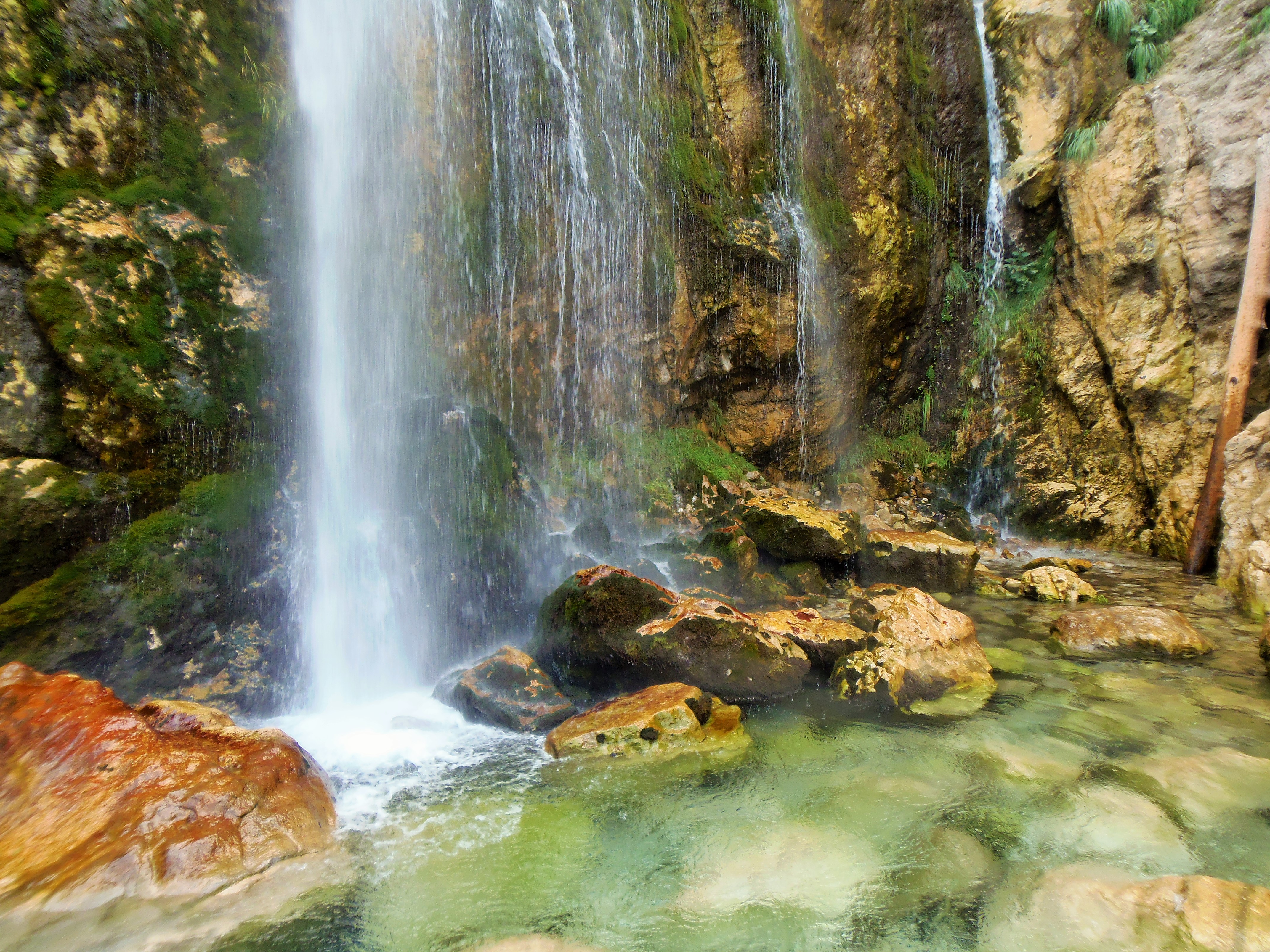
Grunasi-vízesés

Bár a hagyományos albán törvények (Kanun) a mai napig erős hatással bírnak, Thethre nem jellemző a vérbosszúnak a kommunizmus bukása után történő újra megjelenése, ami Észak-Albánia többi vidékét érinti. Thethben szép számban találhatóak kullák vagy lakótornyok, amelyek a történelem során a vérbosszúban érintett férfiaknak nyújtottak menedéket.
A közösséget súlyosan érinti az elnéptelenedés. Az elmúlt évtizedek folyamán a terület népessége nagy mértékben csökkent, és az itt maradók nagy része is csak a nyári hónapokban él a településen. Theth azonban rendelkezik egy kilenc évfolyamos általános iskolával, és a közelmúltban történtek kísérletek a turizmus élénkítésére is. Pár helyi család szállást és étkezést nyújt a nemzeti parkban túrázók és más nyaralók számára.
A lakótornyokat leszámítva a környék olyan nevezetességekkel rendelkezik, mint egy működő vízimalom (melyet a helyiek még mindig használnak), látványos vízesések és a Dukagjini Néprajzi Múzeum.
Jelenleg két projekt zajlik a környéken a terület turisztikai infrastruktúrája kialakításának fejlesztésére. A Balkáni Békepark Projekt célja, hogy létrehozzon egy parkot, amely átnyúlik az ország határain Montenegróba és Koszovóba, és az utóbbi években vezető szerepet vállalt a fenntartható, környezetbarát turizmus terén Thethben és környékén (például a turistajelzések kialakításának finanszírozásával). A másik projekt, az Albániai Kihívás új hidat épített, amely összeköti Thethet a közeli Grunasi-vízeséssel, és javított a Curraj i Epërmhez vezető turistaút jelzésein, valamint megjelölt további kb. 80 kilométernyi ösvényt a közeli völgyekben és ingyenes, opensource térképet is készített a vidékről.

## Thethi Nemzeti Park
A Thethi Nemzeti Parkot kormányzati döntés hozta létre 1966-ban. A Theth folyó partján fekszik, területe 26,3 km². Fő látványosságai a Grunasi-vízesés és a lakótornyok.
A szomszédos Valbona-völgy Nemzeti Parkot 1996-ban hozták létre. Egy terv egyesítené a két nemzeti parkot és egyes, Montenegróban és Koszovóban fekvő területeket a három ország területén fekvő Bjeshkët e Namuna-i Nemzeti Parkká.

## Fordítás
Ez a szócikk részben vagy egészben  a   Theth című angol Wikipédia-szócikk ezen változatának fordításán alapul.  Az eredeti cikk szerkesztőit annak laptörténete sorolja fel. Ez a jelzés csupán a megfogalmazás eredetét és a szerzői jogokat jelzi, nem szolgál a cikkben szereplő információk forrásmegjelöléseként.

## Külső hivatkozások
- Thethi Nemzeti Park, ingyenes iOS-alkalmazás
- A Thethi Nemzeti Park weboldala
- Útikalauz a Thethi Nemzeti Parkhoz
- Autentikus thethi utazás
- Thethi Park Információs Központ
- A Land Rover reklámja Thethben